# 普里斯廷
普里斯廷（烏克蘭語：Пристін），是烏克蘭東部哈爾科夫州庫皮揚斯克區库皮扬斯克市镇内的村落，始建於1675年，面積2.17平方公里，海拔高度154米，2001年人口823，人口密度每平方公里379.3人。